# Robrecht Bothuyne
Robrecht Bothuyne (Gent, 16 november 1979) is een Belgisch politicus voor CD&V.

## Levensloop
Robrecht Bothuyne behaalde in 2001 een licentie in de politieke wetenschappen en in 2002 een master in Europees recht aan de Universiteit Gent. Hij was van 2002 tot 2003 medewerker van de CD&V-fractie in de Kamer van volksvertegenwoordigers, van 2003 tot 2007 adviseur arbeidsmarktbeleid bij UNIZO en van 2007 tot 2009 adviseur economisch beleid op het kabinet van Kris Peeters, minister-president van de Vlaamse Regering. Van 2006 tot 2009 was hij ondervoorzitter van SYNTRA.
Hij werd in 2001 gemeenteraadslid van Kruishoutem en was van 2007 tot 2018 schepen van deze gemeente. Hij was als schepen bevoegd voor openbare werken, energie, sport, lokale economie en land- en tuinbouw. Na de gemeenteraadsverkiezingen van 2018 werd hij gemeenteraadslid en eerste schepen van Kruisem, de gemeente die ontstond als gevolg van de fusie van Kruishoutem met Zingem. Hij werd bevoegd voor openbare werken, lokale economie, patrimonium en sport. Na de verkiezingen van oktober 2024 bleef Bothuyne eerste schepen en werd hij bevoegd voor Openbare Werken, Financiën, Werk, Sociale Huisvesting en Wonen, alsook werd hij voorzitter van het Bijzonder comité voor de sociale dienst.
Bij de rechtstreekse Vlaamse verkiezingen van 2009 werd Bothuyne verkozen in de kieskring Oost-Vlaanderen. Vanop de vijfde plaats op de Oost-Vlaamse CD&V-lijst kreeg hij 12.699 voorkeurstemmen. Ook na de volgende Vlaamse verkiezingen van 2014 bleef hij Vlaams Parlementslid. Op 25 mei 2014 stond hij op de vierde plaats voor CD&V in Oost-Vlaanderen en behaalde hij 13.491 voorkeurstemmen. Bij de Vlaamse verkiezingen van 26 mei 2019 werd hij vanop de tweede plaats van de Oost-Vlaamse CD&V-lijst herkozen met 14.810 voorkeurstemmen en bij de Vlaamse verkiezingen van 9 juni 2024 werd Bothuyne vanop dezelfde positie herkozen met 8.970 stemmen. In het Vlaams Parlement werd Bothuyne van 2009 tot 2012 secretaris, van 2012 tot 2019 ondervoorzitter en van 2019 tot 2024 voorzitter en sinds 2024 vast lid van de commissie Economie, Werk, Sociale Economie, Innovatie en Wetenschap. Ook was hij van 2010 tot 2019 vast lid van de commissie Leefmilieu, Natuur en Ruimtelijke Ordening.
In oktober 2022 werd hij samen met Nathalie Muylle aangesteld tot nationaal ondervoorzitter van CD&V. In die hoedanigheid diende Bothuyne te werken aan de positionering van de partij op lange termijn en de relaties met het middenveld en de maatschappelijke organisaties zoals Beweging.net, de Christelijke Mutualiteit en de Boerenbond te herdefiniëren. Hij werd zo ook mee verantwoordelijk voor de inhoudelijke en strategische koers van de partij. Samen met Muylle was hij ook congresvoorzitter van het Respect-congres in 2023 in Gent en het verkiezingscongres in Mechelen in 2024.

## Verkavelingsdossier
In maart 2024 was op het televisieprogramma Pano te zien dat een verkavelingsvergunning voor een woonwijk in Heurne werd goedgekeurd door het Oost-Vlaamse provinciebestuur. Bothuyne's familie was deels eigenaar van de gronden en bezat de helft van de aandelen van de betrokken projectvennootschap. Het gaat om bouwgronden in het kleinstedelijk gebied Oudenaarde. Als aanvrager van de vergunning had hij contact genomen met de ambtenaar die hem een brief had gestuurd met een beroep omwille van mogelijke pluviale overstromingsgevoeligheid van een deel van het projectgebied. Het gsm-nummer van deze ambtenaar is makkelijk te vinden via Google. Volgens Bothuyne sprak hij met de bewuste ambtenaar enkel over de procedure en niet over het dossier zelf. Er was immers een beroep ingesteld op basis van regels die pas na de indiening van de vergunningsaanvraag werden uitgevaardigd. De percelen waarop zou worden gebouwd, zouden ook niet overstromingsgevoelig zijn; ze liggen meters hoger dan de niet te bebouwen zones. Als aanvrager van de vergunning had hij de samenvatting van dit gesprek en een aantal technische gegevens aan de stadsdiensten van Oudenaarde overgemaakt. Hij maakte daarbij gebruik van het mail-adres van zijn werk; het Vlaams parlement. Voor deze onzorgvuldigheid heeft hij zich verontschuldigd. Naar aanleiding van de kwestie ontving het Vlaams Parlement vier klachten tegen Bothuyne (van buurtbewoners die beroep hadden ingediend en van de twee oppositiepartijen Groen en Vooruit), met betrekking tot de schending van de deontologische code waaraan Vlaamse volksvertegenwoordigers zich dienden te houden. De deontologische commissie, bestaande uit alle politieke partijen in het parlement, boog zich over de zaak en gaf Bothuyne een blaam. Zijn eigen partij en vertegenwoordigers van N-VA stemden tegen. Volgens de commissie moest Bothuyne zich 'terughoudend' opstellen. Aan een blaam zijn geen verdere gevolgen verbonden. De hele zaak speelde zich af in de aanloop naar de verkiezingen van juni 2024. Het dossier werd vernietigd bij een arrest van de RvVB op 3 april 2025 omdat de provincie voorbijgaat aan een bindend ongunstig advies van ANB, en dat niet voldoende rekening werd gehouden met de waterproblematiek op het terrein.